# Dådyr
Dådyr (Dama dama) er en drøvtygger, der tilhører hjortefamilien. På mange punkter ligner det kronhjorten, men er mere nøjsomt og mindre sky. Dådyret er derfor nemt at tæmme og findes i mange dyreparker, hvor det er muligt at komme helt tæt på det. I de senere år er der også opstået dådyrfarme, hvor dyrene avles til slagtning.
I Danmark lever dådyret kun i få vilde flokke, mest talrigt på Øerne, især på Midt- og Sydsjælland, Lolland, det sydøstlige Fyn og Langeland. I Jylland er dådyret mere spredt, men har dog gennem de seneste årtier bredt sig til mange nye lokaliteter. Siden midten af 1980'erne er der generelt sket en markant stigning i jagtudbyttet af arten.

## Historisk udbredelse
Dyret levede i det meste af Europa i perioden før sidste istid, men under istiden blev dyret trængt tilbage til den asiatiske del af Tyrkiet, hvor det nu anses for at være hjemmehørende. Men allerede i antikken, 1.000 år før vor tidsregning, indførte fønikerne dyrene som offerdyr for guden Baal til Rhodos, hvor de stadig er at finde i landets våbenskjold. Romerne førte dyrene videre derfra til bl.a. Grækenland, Spanien og Nordafrika. I middelalderen indførtes dyrene som jagtvildt i Mellemeuropa, Nordeuropa og Storbritannien, og i nyere tid er dyrene sågar indført i New Zealand, Australien, Nordamerika, Japan og Madagaskar. Dådyret er i Danmark allerede omtalt i Kong Valdemars Jordebog i år 1231.

## Udseende
Dådyret er normalt rødbrunt om sommeren med hvide pletter på ryggen, lys bug og ben og en mørk rygstribe, men brunsorte og hvide eksemplarer findes også. Om vinteren bliver dyrene gråbrune uden pletter. Dådyret har en højde på 75-100 cm over skulderen og en hale på 15-20 cm. Handyrene, dåhjortene, vejer omkring 60-100 kg, mens hundyrene, dåerne, vejer omkring 35-50 kg. Dyrene har hvidt spejl (hvid bagdel) med en bred sort indramning, og halen er hvid på undersiden og har en bred sort stribe på oversiden. Man siger derfor at der står "111" bag på dådyret. Dyrene bliver op til 16 år gamle.

### Fodspor
De enkelte spor kendes på at være aflange med mestendels lige sider. I tydelige spor udgør tåpuderne hele den bageste del af sporet. Sporets størrelse er hos dåen og den etårige hjort 5-6 cm langt og 3,5-4 cm bredt, mens det hos ældre hjorte bliver op til 8 cm langt og 5 cm bredt. Størrelsen ligger cirka midt imellem rådyrs og krondyrs.

### Gevir
Dådyrets gevir, der kun bæres af dåhjorten, er bredt og skovlagtigt i formen med takker på bagkanten. Det vokser frem i løbet af sommeren og fejes hvert år i august-september og kastes igen året efter i maj-juni. Hvert år vokser et nyt gevir frem igen, og som dåhjorten bliver ældre, bliver disse gevirer større og større. Efter størrelsen af geviret og dermed dyrets alder kaldes hjorten en spidshjort (geviret er her to udelte spidser, og hjorten er 1 år gammel), stanghjort (geviret har en begyndende, men uregelmæssig plade og hjorten er to år gammel), halvskuffel (hjorten er nu tre år gammel) eller fuldskuffel (geviret er fuldt udvokset, og hjorten er 4 år gammel).

## Føde
Dådyret lever hovedsagelig af græs og blade fra løvtræer om sommeren og nødder, bær og bark om vinteren. Dådyrene græsser ofte i lysninger i skove med frodig vegetation om morgenen og ved aftenstid, mens dyrene i løbet af dagen ligger skjult i skyggen i den tættere vegetation og fordøjer føden. Dådyret drikker sjældent, da dyret får det meste af sit væskebehov dækket gennem føden; særligt er dugvådt græs en vigtig kilde.

## Forplantning
Dåhjortene lever for sig selv; de opholder sig kun med dåerne i brunsttiden, hvor dåhjortene forsvarer retten til dåerne. Dåhjorten markerer sit revir i brunsttiden med urin og et brøl, der lyder som et kraftigt snork. Dyrene søger til en større lysning – en brunstplads, hvor dåhjortene kæmper om at forsvare midten. Den stærkeste dåhjort får adgang til midten af brunstpladsen, hvortil de fleste dåer søger. I denne tid tager dåhjorten stort set ikke føde til sig, da al tid går med forsvar af retten til forplantning.
Brunsttiden varer fra oktober til begyndelsen af november. Drægtighedsperioden er ca. 230 dage, hvorefter der fødes en eller sjældnere to kalve i maj-juni. Kalvene dier i 8 måneder, og de bliver kønsmodne omkring 1,5 års alderen. De små kalve ligger gemt i vegetationen, indtil de er stærke nok til at følge med flokken, på dansk kaldet rudel, som dannes af dåerne og kalvene. Den plettede pels giver de små kalve en god kamuflage, der skjuler dem fra rovdyr.

## Jagt
Dådyrets naturlige fjende er først og fremmest ulven, men denne er efterhånden yderst sjælden i naturen. Ræve og vildsvin kan dog finde på at tage kalvene. Ellers reguleres dådyrbestanden af menneskets jagt. Dådyr er i Danmark ikke lovlige at jage med haglgevær, kun riffel og bue. Jagttiden for dåhjorte er fra 1. september til 31. januar, og for dåer og kalve fra 1. oktober til 31. januar. Dådyr nedlægges hovedsagelig ved trykjagt og pürsch. Dådyrkød giver gode store bøffer og stege; kødet smager mildere end rådyrkød og har meget grovere fibre. Den slagtede kødvægt er ca. 50 % af totalvægten. Kødet af en brunstig dåhjort smager og lugter grimt og egner sig kun til krydrede, røgede spegepølser.